# ماهوية

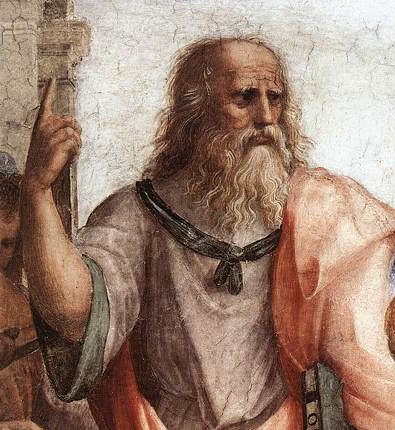

الماهوية هي وجهة النظر القائلة إن لكل كينونة مجموعة من السمات الضرورية لهويتها ووظيفتها. افترضت المثالية الأفلاطونية -بوصفها جزءًا من الفكر الغربي المبكر- أن لجميع الأشياء «ماهية»، أي «فكرة» أو «صورة». اقترح أرسطو في كتابه المقولات رأيًا مماثلًا مقترحًا وجود جوهر لجميع الأشياء، أو مثلما قال جورج لاكوف: «هو ما يجعل الشيء شيئًا، ودونه لا يكون». ينكر الرأي المعاكس -اللاماهوية- ضرورة افتراض «ماهية» كهذه.
اتسمت الماهوية بجدليتها منذ بدايتها. يصور أفلاطون في حوار بارمينيدس سقراط مشككًا في المفهوم وملمحًا بأننا إن قبلنا الفكرة القائلة بامتلاك الأشياء الجميلة أو الأفعال المنصفة جوهرًا ما يجعل منها جميلةً أو منصفةً، فعلينا أن نقبل أيضًا «وجود جوهر مختلف لكل من الشعر والطين والتراب». قدمت الماهوية الأساس المنطقي لعلم التصنيف ضمن مجال علم الأحياء والعلوم الطبيعية الأخرى، وذلك أقله حتى عصر تشارلز داروين. ما يزال دور الماهوية وأهميتها في علم الأحياء موضع نقاش.

## في الفلسفة
تحدد الماهية معالم الجوهر أو الصورة، بالمعنى المقصود بالصور والمثل في المثالية الأفلاطونية. تتسم الماهية بديمومتها، وعدم قابليتها للتغيير، وأبديتها، ووجودها في كل عالم ممكن. تطرح الإنسانية الكلاسيكية مفهومًا ماهويًا للإنسان، فهي تؤيد مفهوم الطبيعة البشرية الأبدية وغير المتغيرة. انتقد هذا الرأي كل من كيركغور وماركس وهايدغر وسارتر وغيرهم من المفكرين الوجوديين والماديين.
تطرح فلسفة أفلاطون (لا سيما حوار طيماوس وحوار فيليبوس) الفكرة المتمثلة بأن الأشياء تدخل حيز الوجود من خلال ممارسات الديميورغوس (خالق الكون المادي) الذي يعمل على تحويل العماء إلى كينونات منظمة. تحاكي العديد من تعريفات الجوهر المعرفة اليونانية القديمة الهيلومورفية المتعلقة بتكوين الأشياء. وبذلك، يُمكن فهم بنية أي شيء ووجوه الحقيقي من خلال تشبيهه بقطعة أثرية من صنع حرفي ما. يحتاج الحرفي إلى هيولى (خشب أو حطب)، ونموذج، وخطة أو فكرة في مخيلته، ثم يستخدم كل ذلك لإعطاء الخشب معالمه المحددة أو صورته. يُعتبر أرسطو أول من استخدم مصطلحي هيولى وصورة. تمتلك جميع الكينونات جانبين وفقًا لتفسير أرسطو: «المادة» و«الصورة»، إذ تمنح الصورة المعينة المفروضة المادة هويتها، أي ماهيتها أو «لبّها» (أو ما يجعل المادة مادةً).
اعتُبر أفلاطون أحد أوائل الماهويين الذين افترضوا مفهوم الصور المثلى، أو الكينونة المجرّدة التي تكون فيها المواضيع المنفردة مجرد نسخ طبق الأصل عن بعضها البعض. على سبيل المثال، تتمثل الصورة المثلى للدائرة في الدائرة المثالية التي لا يمكن تجسيدها ماديًا، لكن تشترك الدوائر التي نرسمها ونراها في فكرة مشتركة بالتأكيد، ألا وهي الصورة المثلى. اعتقد أفلاطون أن هذه الأفكار أبدية ومتفوقة على تجلياتها إلى حد كبير، وأضاف أننا نفهم هذه التجليات في العالم المادي من خلال مقارنتها بصورتها المثالية وربطها بها. تُعتبر الصور الأفلاطونية بمثابة الأساس الذي بُني عليه المبدأ الماهوي، ويعود السبب في ذلك إلى كون هذه الصور مثالًا على ما هو ذاتي وغير سياقي في المواضيع، أو الخصائص المجردة التي تجعل المواضيع مواضيعًا.
يقسّم كارل بوبر مصطلح الواقعية الغامض إلى الماهوية والواقعية، إذ يستخدم مصطلح الماهوية للإشارة إلى نقيض المذهب الأسمي، بينما يستخدم مصطلح الواقعية للإشارة إلى نقيض المثالية. يُعتبر بوبر واقعيًا وغير مثاليًا، لكنه في الوقت ذاته أسميًا منهجيًا لا ماهويًا. على سبيل المثال، ينبغي قراءة عبارة مثل «الجرو هو كلب صغير» من اليسار إلى اليمين إن كانت هذه العبارة جوابًا عن سؤال «ماذا يمكننا أن نسمي الكلب الصغير؟»، فإن قرأناها من اليمين إلى اليسار فستكون إجابة عن سؤال «ما هو الجرو؟».

### الماهوية الميتافيزيقية
تشمل الماهوية بمعناها الأوسع أي فلسفة مسلّمة بأسبقية الماهية، أي على عكس الوجودية التي تفترض «الوجود» واقعًا أساسيًا. ينبغي تناول الأنطولوجيا الماهاوية من منظور ميتافزيقي. تُستمد المعرفة التجريبية من تجربة الكون العلائقي الذي تُحدّد مكوناته وسماته وتُقاس من حيث القوانين المبنية فكريًا. وبذلك، يتقصّى العالِم الواقع باعتباره نظامًا تطوريًا مؤلفًا من كينونات متنوعة، ويحدد مبدأ السببية كيفية ترتيبها.
اعتقد أفلاطون أن الكون قد كان كاملًا في الماضي، قبل أن تنبثق عيوبه الملحوظة من إدراك الإنسان المحدود له. يؤمن أفلاطون بوجود واقعين: «الماهوي» أو المثالي، و«المُدرك». استخدم أرسطو (384- 322 قبل الميلاد) مصطلح الماهية فيما يتعلق بالعوامل المشتركة بين فئة من الأشياء، والتي بدونها لا يُمكن أن تكون هذه الأشياء جزءًا من تلك الفئة (على سبيل المثال، العقلانية هي ماهية الإنسان، ودونها لا يمكن للكائن أن يكون إنسانًا). جاء في نقد بيرتراند راسل لفلسفة أرسطو أن مفهوم الأخير حول الماهية لم ينقل إلى الميتافيزيقيا سوى ما كان مجرد تسهيلًا لفظيًا، وأضاف أنه خلط بين خصائص اللغة وخصائص العالم. في واقع الأمر، تتمثل «ماهية» الشيء في تلك الخصائص المميزة التي لا يمكن استخدام الاسم ذاته للدلالة على الشيء دونها. أصبح مفهوم الماهية جزءًا من كل فلسفة حتى العصر الحديث على الرغم من كونه «مشوشًا إلى درجة ميؤوس منها».
أدخل الفيلسوف المصري المولد أفلوطين (204- 270 بعد الميلاد) المثالية إلى الإمبراطورية الرومانية على هيئة الأفلاطونية المحدثة، جنبًا إلى جنب مع المفهوم المتمثل بأن كل ما هو موجود منبثق عن «الماهية الأولية» وأن للعقل دور فعال في تشكيل مواضيع الإدراك أو ترتيبها، فهو ليس متلقيًا سلبيًا للبيانات التجريبية وحسب.
عزّز الأكاديميون في مجال العلوم وفلسفة الجمال وعلم الاستنباط وعلم النفس والدراسات الاجتماعية الجنسانية قضاياهم تحت مظلة الماهوية، وذلك على الرغم من الأساس الميتافيزيقي لهذا المصطلح. قد يُعتبر تعريف المدافعة عن حقوق المثليين/ المثليات ديانا فوس أوضح تعريف لهذه الفلسفة، إذ كتبت: «غالبًا ما تُفهم الماهوية باعتبارها إيمانًا بالماهية الحقيقية والواقعية للأشياء، والخصائص الثابتة وغير المتقلبة التي تحدد «لبّ» كينونة معينة». تتعارض الماهوية الميتافيزيقية مع الواقعية الوجودية تعارضًا تامًا، وذلك في الفكرة القائلة إن الوجود المحدود ليس سوى ظاهر متمايز، في حين يُعتبر «الواقع غير المحدود» ماهيةً مطلقةً.

## في علم النفس
هناك فرق بين الماهوية الميتافيزيقية والماهوية النفسانية، فالأخيرة لا تشير إلى ادعاء فعلي بشأن العالم بل إلى ادعاء بشأن طريقة تمثيل الكينونات في المعارف (ميدين، 1989). تُعتبر سوزان جيلمان إحدى المؤثرات في هذا المجال، إذ لخصت العديد من المجالات التي يفسر فيها الأطفال والبالغون فئات من الكينونات -لا سيما الكينونات البيولوجية- من حيث الماهية، أي كما لو لديهم ماهية كامنة وثابتة يُمكن استخدامها للتنبؤ بأوجه التشابه غير الملحوظة بين مكونات هذه الفئة (توسي & أمبادي، 2011). تُعتبر هذه العلاقة السببية أحادية الاتجاه، فالسمة الملحوظة لكينونة ما لا تحدد ماهيتها الضمنية (دار نمرود & هاينا، 2011).

### في علم النفس التنموي
برزت الماهوية باعتبارها مفهومًا مهمًا في علم النفس، لا سيما في علم النفس التنموي. درس كل من كريمر وجيلمان (1991) مدى إظهار الأطفال الذين تتراوح أعمارهم بين 4-7 سنوات للماهوية. استطاع الأطفال تحديد سبب بعض السلوكيات لدى الكائنات الحية وغير الحية. أدرك الأطفال أن الماهية الضمنية تتنبأ بسلوكيات قابلة للملاحظة. استطاع المشاركون وصف سلوكيات الكائنات الحية بصورة صحيحة على أنها ذاتية الاستدامة، بالإضافة إلى وصف سلوكيات الأجسام غير الحية على أنها ناجمة عن تأثير شخص بالغ. يُعتبر هذا الأسلوب طريقةً بيولوجيةً لتمثيل السمات الماهوية في المعارف. يدل فهم الآلية السببية الضمنية للسلوك على امتلاك تفكير ماهوي (رانغيل وكيلر، 2011). لم يتمكن الأطفال الأصغر سنًا من تحديد الآليات السببية للسلوك، بينما استطاع الأطفال الأكبر سنًا القيام بذلك. يشير هذا الأمر إلى تجذر الماهاوية في النمو المعرفي. يمكن القول إنه يوجد تحول في الطريقة التي يمثل الأطفال من خلالها الكينونات، أي تحول من عدم القدرة على فهم الآلية السببية للماهية الضمنية إلى إظهار الفهم الكافي لهذه الآلية (ديمولين ولينز وإيزربت، 2006).